# Steel Harbinger
Steel Harbinger è un videogioco sparatutto a scorrimento per PlayStation sviluppato e pubblicato dalla Mindscape il 30 settembre 1996.

## Trama
Nell'anno 2069 gli Stati Uniti si trovano usurpati dal Canada e dal Messico ma, dopo parecchio tempo dall'inizio della guerra, la Terra viene invasa da delle "uova" dallo spazio. Atterrate nel Nord America, queste uova emettono dei tentacoli metallici, che attaccano umani e animali trasformandoli in abomini biomeccanici alieni (metà organici e metà macchine) che distruggono ogni vita umana che incontrano.
In un laboratorio statunitense, un gruppo di scienziati, guidati dal Dr. Bowen, sta studiando una di queste "uova" per saperne di più di questa specie aliena, ma l'uovo fugge al loro controllo e attacca la figlia del Dr. Bowen, Miranda, e nonostante il dottore tagli il tentacolo, Miranda è già stata infettata. Poco dopo, il laboratorio viene attaccato dagli alieni, e Miranda, ora mutata in un ibrido metà umano metà alieno biomeccanico, rimane l'unica superstite, e l'ultima speranza per la sopravvivenza dell'umanità. Miranda dovrà quindi farsi strada attraverso il Kansas, Las Vegas, San Francisco, Houston, Cape Canaveral, Washington, l'Antartide, un planetoide alieno e la Luna, nel tentativo di salvare la Terra.

## Modalità di gioco
Il gioco è uno sparatutto multidirezionale ambientato nel futuro, con una prospettiva a 3/4; è possibile avvicinare o allontanare la telecamera, ma non è possibile ruotarla, rendendo potenzialmente frustrante esperienza di gioco. L'obiettivo primario del gioco è attivare un satellite militare che proteggerà la Terra da ogni eventuale minaccia aliena, ma è anche possibile completare altri obiettivi, tra cui uccidere alieni e salvare dei superstiti umani. Il giocatore può distruggere ogni nemico che incontra usando armi come l'M16, le pistole, lanciarazzi, fucili energetici, il raggio Icarus canadese e altre.
Essendo per metà aliena, la biologia di Miranda è diversa da quella di un comune essere umano: è infatti vulnerabile all'acqua salina, in quanto, nel caso vi cada sopra, perde rapidamente salute. Miranda è, in compenso, in grado di consumare brandelli di carne, ottenibili uccidendo alieni, persino metallici.
Per completare il livello, il giocatore deve innanzitutto distruggere ogni forma di vita aliena presente in esso, e poi trovare una via libera per il teletrasporto, che però funziona con le carte di credito che si raccolgono nel gioco. Per salvare la partita è invece obbligatorio raggiungere il punto di salvataggio, l'unico presente in tutto il mondo di gioco.
Lungo il corso della partita, è possibile trovare dei contenuti bonus, tra cui filmati bonus incoerenti ai fini della storia.

## Accoglienza
| Testata         | Giudizio |
| --------------- | -------- |
| EGM             | 7.25/10  |
| GameSpot        | 7.2/10   |
| Next Generation | [ 3 ]    |

Il gioco è stato apprezzato dalla critica per l'unicità del personaggio (in particolare l'abilità di mangiare i cadaveri delle vittime per recuperare energia), i livelli enormi e la lunghezza generale del gioco.